# KAB-20
KAB-20 (ros. КАБ-20 – Корректируемая авиационная бомба) – lekka bomba lotnicza przeznaczona dla rosyjskich dronów uderzeniowych. Najlżejsza bomba kierowana użytkowana przez Siły Powietrzne Federacji Rosyjskiej.

## Historia
Bomba została opracowana przez Federalne Państwowe Zjednoczone Przedsiębiorstwo „Centralny Instytut Chemii i Mechaniki” (ros. Федеральное государственное унитарное предприятие «Центральный научно-исследовательский институт химии и механики» – ФГУП «ЦНИИХМ») dla zakładów Kronsztadt (ros. Кронштадт) w Petersburgu jako uzbrojenie dronów uderzeniowych wprowadzanych na wyposażenie Sił Powietrznych Federacji Rosyjskiej.
Bomba jest uzbrojona w głowicę odłamkowo-burzącą o masie 7 kg i jest przeznaczona do zwalczania siły żywej i celów lekko opancerzonych. Po raz pierwszy została zaprezentowana na targach Armia 2020 w Kubince pod Moskwą. Jest przenoszona przez rosyjskie drony Orion i Forpost-R (izraelski Searcher Mk II). Dron Orion może przenosić sześć bomb KAB-20 podwieszanych na dwóch belkach BD-2-U, dron Forpost przenosi dwie bomby na pojedynczych podwieszeniach podskrzydłowych. Wariantem rozwojowym bomby jest wersja KAB-20S. Naprowadzanie bomby odbywa się z wykorzystaniem wiązki laserowej. W prasie tematycznej pojawiają się doniesienia o wykorzystaniu naprowadzania satelitarnego, jednakże brak jest szczegółowych informacji o tej konstrukcji.
Ćwiczebne użycie bomby zostało potwierdzone podczas manewrów Zapad-2021. Bojowo została wykorzystana po raz pierwszy podczas wojny domowej w Syrii przeciwko grupom zajmującym się przemytem syryjskiej ropy z regionu Tarhin do Turcji. Podczas agresji Rosji na Ukrainę, w rejonie wsi Wypowziw (ukr. Виповзів) w obwodzie czernihowskim, zaatakowano za jej pomocą ukraińską baterię przeciwlotniczą złożoną z rakiet S-300P.